# Thuiaria cornigera
Thuiaria cornigera is een hydroïdpoliep uit de familie Sertulariidae. De poliep komt uit het geslacht Thuiaria. Thuiaria cornigera werd in 1914 voor het eerst wetenschappelijk beschreven door Kudelin. 